# Élections générales espagnoles d'avril 2019 dans les Asturies
Les élections générales espagnoles d'avril 2019 (en espagnol : Elecciones generales de España de abril de 2019) se sont tenues le dimanche 28 avril 2019 afin d'élire les 350 députés et 208 des 266 sénateurs de la XIIIe législature des Cortes Generales. 7 députés sont élus dans les Asturies (un député de moins que lors du dernier scrutin).

## Résultats complets
| Parti                  | Parti                                                   | Voix    | %     | +/-           | Sièges | +/-           |  |
| ---------------------- | ------------------------------------------------------- | ------- | ----- | ------------- | ------ | ------------- |  |
|                        | Parti socialiste ouvrier espagnol (PSOE)                | 207 586 | 33,13 | 8,26          | 3      | 1             |  |
|                        | Liste commune PP-Foro                                   | 112 180 | 17,90 | 17,35         | 1      | 2             |  |
|                        | Unidas Podemos (UP)                                     | 107 426 | 17,14 | 6,71          | 1      | 1             |  |
|                        | Ciudadanos (Cs)                                         | 104 688 | 16,71 | 4,11          | 1      | en stagnation |  |
|                        | Vox                                                     | 72 018  | 11,49 | 11,25         | 1      | 1             |  |
|                        | Parti animaliste contre la maltraitance animale (PACMA) | 6 670   | 1,06  | 0,02          | 0      | en stagnation |  |
|                        | Actúa                                                   | 4 554   | 0,73  | Nv.           | 0      | en stagnation |  |
|                        | Parti communiste des travailleurs espagnols (PCTE)      | 1 359   | 0,22  | Nv.           | 0      | en stagnation |  |
|                        | Recortes Cero-Grupo Verde (RC-GV)                       | 1 133   | 0,18  | en stagnation | 0      | en stagnation |  |
|                        | Andecha Astur                                           | 932     | 0,15  | Abs.          | 0      | en stagnation |  |
|                        | Pour un monde + juste (PUM+J)                           | 777     | 0,12  | Abs.          | 0      | en stagnation |  |
|                        | Parti humaniste (PH)                                    | 480     | 0,08  | 0,01          | 0      | en stagnation |  |
|                        | Vote blanc                                              | 6 858   | 1,09  | 0,19          |        |               |  |
|                        |                                                         |         |       |               |        |               |  |
| Suffrages exprimés     | Suffrages exprimés                                      | 626 661 | 98,90 |               |        |               |  |
| Votes nuls             | Votes nuls                                              | 6 940   | 1,10  |               |        |               |  |
| Total                  | Total                                                   | 633 601 | 100   | -             | 7      | 1             |  |
| Abstention             | Abstention                                              | 340 890 | 34,98 |               |        |               |  |
| Inscrits/Participation | Inscrits/Participation                                  | 974 491 | 65,02 |               |        |               |  |